# Picaflors de dors escarlata
El picaflors de dors escarlata (Dicaeum cruentatum) és un ocell de la família dels diceids (Dicaeidae).

## Hàbitat i distribució
Habita boscos, terres de conreu, manglars i matolls de les terres baixes, des de l'est de l'Índia i Nepal, cap a l'est fins Arunachal Pradesh, cap al sud fins al sud-est de Bangladesh, Manipur i Nagaland, sud-est de la Xina, cap al sud fins Sumatra i Borneo.